# Condesuyos (provincie)
| Condesuyos                                               | Condesuyos                           |
| -------------------------------------------------------- | ------------------------------------ |
| Harta localizării provinciei în cadrul regiunii Arequipa |                                      |
| Informații generale                                      |                                      |
| Țară                                                     | Peru                                 |
| Regiune                                                  | Arequipa                             |
| Primar                                                   | Miguel Angel Manchego Llerena (2007) |
| - Capitală                                               | Chuquibamba                          |
| - Suprafață totală                                       | 6 958,4 km2                          |
| - Districte                                              |                                      |
| Populație                                                |                                      |
| An recensământ                                           | 2005                                 |
| - Totală                                                 | 18 963                               |
| - Densitate                                              | 2,7/km2                              |
| Fus orar                                                 | UTC-5                                |
| UBIGEO                                                   | 0406                                 |
| Modifică text                                            |                                      |

Condesuyos  este una dintre cele opt provincii din regiunea Arequipa din Peru. Capitala este orașul Chuquibamba. Se învecinează cu provinciile Castilla, Camaná și Caravelí.

## Diviziune teritorială
Provincia este divizată în opt districte (spaniolă: distritos, singular: distrito):
- Andaray (Andaray)
- Cayarani (Cayarani)
- Chichas (Chichas)
- Chuquibamba (Chuquibamba)
- Iray (Iray)
- Río Grande (Iquipi)
- Salamanca (Salamanca)
- Yanaquihua (Yanaquihua)

## Grupuri etnice
Provincia este locuită de către urmași ai populației quechua. Limba spaniolă este limba care a fost învățată de către majoritatea populației (procent de 73,02%) în copilărie, 26,37% dintre locuitori au vorbit pentru prima dată quechua, iar 1,64% au folosit limba aymara. (Recensământul peruan din 2007)